# Fernando Pagés
Fernando Gabriel Pagés (Quilmes, Provincia de Buenos Aires, Argentina; 17 de noviembre de 1983) es un exfutbolista argentino. Jugaba como mediocampista ofensivo y su primer equipo fue Argentino de Quilmes. Su último club antes de retirarse fue Acassuso.

## Clubes
| Club                 | País      | Año       |
| -------------------- | --------- | --------- |
| Argentino de Quilmes | Argentina | 2001-2004 |
| Quilmes              | Argentina | 2004-2005 |
| Los Andes            | Argentina | 2005      |
| Tristán Suárez       | Argentina | 2006      |
| Persiraja Aceh       | Indonesia | 2007-2008 |
| Huracán              | Argentina | 2008-2009 |
| Unión de Santa Fe    | Argentina | 2009-2010 |
| Huracán              | Argentina | 2010-2012 |
| Crucero del Norte    | Argentina | 2012-2013 |
| Acassuso             | Argentina | 2013-2014 |